# Guy Verhofstadt
Guy Maurice Marie Louise Verhofstadt, belgijski politik, * 11. april 1953, Dendermonde, Belgija.
Med letoma 2009 in 2019 vodja Zavezništva liberalcev in demokratov za Evropo, od leta 2009 pa je poslanec Evropskega parlamenta (MEP) iz Belgije. Med letoma 1999 in 2008 je bil predsednik belgijske vlade, od leta 1985 do 1992 pa podpredsednik vlade in minister za proračun. Od leta 1985 do 2009 je bil član predstavniške zbornice.
Od leta 2009 je poslanec v Evropskem parlamentu, od leta 2009 do 2019 je vodil skupino zavezništva liberalcev in demokratov za Evropo (ALDE) in ustanovil medparlamentarno federalistično skupino Spinelli. Leta 2014 je bil kandidat stranke Zavezništvo liberalcev in demokratov za Evropo za predsednika Evropske komisije na volitvah v Evropski parlament. Od leta 2016 do 2020 je bil koordinator Evropskega parlamenta za brexit in predsednik usmerjevalne skupine za brexit. Je zagovornik federalizacije Evropske unije.

## Zgodnja kariera
Med študijem prava na Univerzi v Gentu je postal predsednik Liberaal Vlaams Studententverbond (Liberalno flamsko študentsko združenje) (1972–1974). Kmalu je postal tajnik Willyja De Clercqa, ki je bil takrat predsednik flamske liberalne stranke (PVV). Leta 1982 je pri 29 letih postal predsednik stranke. Leta 1985 je bil izvoljen v poslansko zbornico in postal podpredsednik vlade in minister za proračun pod predsednikom vlade Wilfriedom Martensom . Zaradi svojih ekonomskih nazorov in mladosti je postal znan kot "Baby Thatcher".
Po izpadu iz vlade je postal vodja opozicije. Po neuspelem poskusu oblikovanja vlade novembra 1991 je spremenil PVV v Flamske liberalce in demokrate (VLD). Ta nova stranka je privabila številne politike iz drugih strank, predvsem iz Volksunie (VU) in Krščanske ljudske stranke (CVP).
Kljub visokim pričakovanjem pa stranki CVP ni uspelo narediti preboja. Verhofstadt je odstopil in se umaknil s političnega prizorišča, vendar se je leta 1997 vrnil na mesto predsednika stranke z manj radikalno podobo. Postopoma se je oddaljil od neoliberalizma (deloma pod vplivom svojega brata Dirka, socialno liberalnega političnega filozofa, in postal bolj sredinska politična osebnost, sprememba, ki je postala še posebej jasna med njegovim prvim mandatom predsednika vlade.

## Belgijski premier (1999–2008)
Delno zaradi prehrambenega škandala, ki je izbruhnil tik pred volitvami leta 1999, je VLD postala največja stranka v državi, saj je v Flandriji prejela več kot 22 odstotkov glasov. Hitro je sestavil koalicijo s flamskimi socialisti in zelenimi ter francosko govorečimi kolegi teh strank (simetrična koalicija) v Bruslju in Valoniji. Za predsednika vlade je bil imenovan 12. julija 1999, kot prvi liberalec na tem položaju po letu 1938. To je bila prva belgijska vlada brez krščanskodemokratske stranke po letu 1958 in prva, ki je vključevala zelene stranke.
Verhofstadt je leta 2002 prejel nagrado Vizija za Evropo za svoje delo v smeri bolj enotne Evrope. Gospodarska situacija mu je dala manevrski prostor za dvig najnižjih socialnih prejemkov in znižanje obdavčitve. Po letu 2001 se je gospodarska situacija poslabšala. Ustanovljen je bil „sklad za staranje“ ali „srebrni sklad“, da bi zagotovili ohranitev pokojnin do leta 2030. 
Na veliko neodobravanje koalicijskih partnerjev sta Verhofstadt in njegov VLD nasprotovala podelitvi volilne pravice nerezidentom EU. Namesto tega so predlagali in uspeli liberalizirati postopek za pridobitev belgijskega državljanstva. Med uvodom v iraško krizo leta 2003 se je Belgija pridružila Franciji, Nemčiji in Rusiji v nasprotovanju invaziji na Irak pod vodstvom ZDA.
Po splošnih volitvah leta 2003 je Verhofstadt sestavil svojo drugo vlado brez zelenih strank, ki so bile na volitvah tako rekoč izničene. Oblikovanje druge vlade se je iz različnih razlogov precej zavleklo: gospodarske razmere so se poslabšale na raven iz leta 1999, obe politično podobni stranki (liberalci in socialisti) sta dobili približno enako število sedežev.
Stranko VLD je Verhofstadt vodil tudi na splošne volitve leta 2007. Že na občinskih volitvah leta 2006 so volivci pokazali znake naveličanost nad VLD. Zdelo se je, da imajo dovolj osem let Verhofstadta in vijoličnih koalicijskih vlad. V večernem govoru na dan volitev je Verhofstadt priznal poraz in prosil za novo generacijo, ki bi vodila VLD; po sestavi nove vlade naj bi odstopil s položaja predsednika vlade. Vendar se je sestavljanje nove vlade zapletlo in na koncu politiku CD&V Yvesu Letermu ni uspelo sestaviti nove vlade.
Vendar so nekatere politične zadeve postale politično nujne. Kralj je zato prosil Verhofstadta, naj posreduje pri "začasni vladi", ki bi bila na položaju tri mesece in bi lahko predlagala proračun za leto 2008. Decembra je bil sklenjen dogovor, inavguracija "začasne vlade" pa je bila določena za 21. december 2007. Dva dni pozneje je ta začasna vlada dobila zaupnico v parlamentu s 97 glasovi za, 46 proti in enim vzdržanim glasom, kar ji je zagotovilo legitimnost za tri mesece.
Belgija je bila ena prvih držav, ki je 24. februarja 2008 priznala enostransko razglasitev neodvisnosti Kosova . 
"Stalna vlada" pod vodstvom Yvesa Letermeja je prevzela funkcijo 20. marca 2008.  Ena prvih njenih odločitev, 21. decembra 2007, je bila povišanje stopnje varnosti po preprečitvi poskusa bega iz zapora operativcu Al Kaide.
Po premierskem mandatu je Verhofstadt prevzel mesto senatorja, na to mesto je bil izvoljen leta 2007.

## Vloge v Evropski uniji
Na volitvah v Evropski parlament leta 2009 je bil Verhofstadt izvoljen za poslanca Evropskega parlamenta. Bil je imenovan v odbor za ustavne zadeve .
1. julija 2009 je bil izvoljen za predsednika skupine Zavezništvo liberalcev in demokratov za Evropo v Evropskem parlamentu. V tej funkciji je bil do julija 2019 tudi član konference predsednikov Evropskega parlamenta.
Verhofstadta je kot možnega kandidata za zamenjavo Joséja Manuela Barrosa na mestu predsednika Evropske komisije predlagala koalicija zelenih, socialistov in liberalcev. 15. septembra 2010 je podprl novo skupino Spinelli, ki je bila ustanovljena za oživitev prizadevanj za federalizacijo Evropske unije.
Leta 2010 je belgijski liberalni član Evropskega parlamenta in Verhofstadtov tesni zaveznik Louis Michel označil belgijskega kralja Leopolda II., kolonialnega gospodarja Svobodne države Kongo, odgovornega za smrt med tremi in desetimi milijoni Afričanov iz Konga, za "vizionarskega junaka". Verhofstadt, takratni vodja liberalcev v Evropskem parlamentu, ni hotel komentirati Michelovih kontroverznih pripomb.
Septembra 2016 je bil Verhofstadt imenovan za predstavnika Evropskega parlamenta za zadeve v zvezi z brexitom. V svojih javnih izjavah se je osredotočil na pravice državljanov Evropske unije znotraj Združenega kraljestva in britanskih državljanov v EU. Novembra 2016 je Verhofstadt posvaril Evropski parlament pred prihajajočim "obročem avtokratov", pri čemer je navedel vse večjo odločnost Rusije in Turčije ter razmišljal o (takrat na splošno podcenjeni) možnosti Trumpovega predsedovanja.
Od leta 2019 je bil Verhofstadt član delovne skupine na konferenci o prihodnosti Evrope.  Evropski parlament ga je do leta 2021 imenoval za svojega predsednika za vodenje konference.

## Politična stališča

### Iraška vojna
Verhofstadt je nasprotoval ameriški invaziji na Irak. Leta 2005 je med srečanjem z ameriškim predsednikom Georgeom W. Bushem dejal: »Prišel je čas, da potegnemo črto pod napetostmi nedavne preteklosti. Nima smisla nadaljevati prepiranja o tem, kdo je imel prav in kdo narobe.«

### Bahrajnska vstaja
Verhofstadt je obsodil uboje protestnikov med prodemokratično vstajo v Bahrajnu leta 2011. Rekel je: "Protestniki so bili ubiti, mučeni in zaprti. Te incidente je treba ustrezno raziskati in privesti pred sodišče – ne pa pomesti pod preprogo. Dokler se to ne zgodi, se popolnoma strinjam, da se Velika nagrada formule ena ne bi smela vrniti v Bahrajn."

### Katalonska neodvisnost
Leta 2017 je Verhofstadt nasprotoval katalonskemu referendumu o neodvisnosti, a je tudi obsodil špansko uporabo nasilja. Dejal je, da "referendumu manjka osnovna demokratična legitimnost". Nekdanji katalonski predsednik Carles Puigdemont je po besedah Verhofstadta "zapustil Katalonijo v kaosu in opustošenju".

### Rusija
Aprila 2015 je Verhofstadt kritiziral grškega premierja Alexisa Ciprasa zaradi njegovega srečanja z ruskim predsednikom Vladimirjem Putinom po rusko-ukrajinski vojni in težkih pogajanjih med EU, ECB, IMF in Ciprasovo nedavno izvoljeno vlado pod vodstvom stranke Syriza. Verhofstadt je prek Twitterja po poročanju New York Timesa dejal, da bi moral Cipras "nehati poskušati igrati Putina proti EU" in moral "igrati v skladu s skupnimi pravili in izvesti resne reforme".
Maja 2015 so mediji poročali, da je bil Verhofstadt uvrščen na ruski črni seznam uglednih ljudi iz Evropske unije, ki jim je prepovedan vstop v državo.
Junija 2018 je dejal, da obstaja "Krog zla okoli naše celine": Putinova Rusija, Erdoğanova Turčija in Trumpove Združene države Amerike. Verhofstadt je dodal: "Toda naš problem je globlji, globlje od zunanje politike ali zunanje varnosti. Evropa ima v svojih vrstah peto kolono ... Pravim jim Putinove navijačice: Le Pen, Wilders, Farage ... Skupaj z vladnimi voditelji, kot so Orbán, Kaczyński, Salvini: ti ljudje imajo samo en cilj in ta je uničiti Evropo, ubiti našo liberalno demokracijo."

### Mjanmar
8. septembra 2017 je Verhofstaft mjanmarsko voditeljico Aung San Su Či označil za "sramotno" po njenih kontroverznih komentarjih o genocidu nad Rohingi v Mjanmaru.

### Turčija
Novembra 2016 je Verhofstadt dejal, da "Velika, velika večina v hiši pravi, da morate za trenutek zamrzniti pristopna pogajanja in postaviti številne pogoje za njihov ponovni začetek, ko bo Turčija izpolnila pogoje."
Maja 2017 je predsednika Turčije Recepa Tayyipa Erdoğana obtožil cinizma, ker je zagovarjal svobodo govora, medtem ko so novinarji v Turčiji zaprti.

### Migracije
Avgusta 2015 je Verhofstadt pozval k reformi azilnega in migracijskega sistema EU kot odziv na evropsko migrantsko krizo. Kritiziral je tudi britanskega premierja Davida Camerona in francoskega predsednika Françoisa Hollanda, ker sta nasprotovala predlogu Evropske komisije, da se prošnje za azil migrantov porazdelijo po vseh državah Evropske unije. Pozval je tudi vlade Francije, Združenega kraljestva in Madžarske, naj prenehajo z gradnjo zidov in varnostnimi ukrepi na mejah ter svoja prizadevanja preusmerijo na humanitarno pomoč.  Ta humanitarna pomoč vključuje prošnjo nefunkcionalnim državam, iz katerih prihajajo migranti, naj se lotijo lastne nefunkcionalnosti.

### Evropski federalizem
Po rezultatih referenduma o evropski ustavi leta 2005 v Franciji in na Nizozemskem je Verhofstadt izdal svojo knjigo Verenigde Staten van Europa ("Združene države Evrope"). Knjiga, napisana v nizozemščini, na podlagi rezultatov vprašalnika Eurobarometra trdi, da si povprečni evropski državljan želi "več Evrope".
Septembra 2019 je imel Verhofstadt govor na konferenci liberalnih demokratov Združenega kraljestva v Bournemouthu, ko je dejal, da "Svet prihodnosti ni svetovni red, ki temelji na nacionalnih državah ali državah. To je svetovni red, ki temelji na imperijih. Kitajska ni narod, je civilizacija. Indija ni narod. ZDA so tudi imperij, več kot narod. In končno Ruska federacija . Svet prihodnosti je svet imperijev, v katerem lahko Evropejci in vi, Britanci, branite svoje interese, svoj način življenja samo tako, da to storite skupaj, v evropskem okviru in v Evropski uniji."

### Brexit
Januarja 2013, tri leta pred referendumom o članstvu Združenega kraljestva v Evropski uniji leta 2016, je Verhofstadt dejal: "Brexit je neumnost za državo, katere 53 odstotkov izvoza gre na celino in v preostalo Evropo. To je celo tako neumno, da najboljše britanske prijateljice, ZDA, ne razumejo vsega tega." Februarja 2016, med pripravami na referendum o članstvu Združenega kraljestva v Evropski uniji leta 2016, je Verhofstadt dejal, da bi bila edina zmagovalca brexita Nigel Farage in Vladimir Putin, ki bi uživala v razdeljeni Evropi.
Julija 2016 je Verhofstadt dejal: "Politično gledano je Združeno kraljestvo že na poti, da postane nasprotnik, namesto zaupanja vreden partner EU ... Theresa May je dejansko nasprotovala brexitu, vendar se njena protievropska sovražnost razlikuje le v stopnji, ne v vrsti, od politikov, ki podpirajo brexit ... ki se veselijo možnosti dodatnih referendumov o izstopu po vsej EU." Oktobra 2017 je Verhofstadt trdil, da je Severna Irska obtičala v "zamrznjenem konfliktu". "Ograje so visoke 12 metrov in to je v 21. stoletju." je dejal.
V objavi na Twitterju 13. junija 2018 je Verhofstadt obtožil Nigela Faragea uporabe denarja iz Kremlja in trdil, da se je Aaron Banks dogovarjal z Rusi, da bi izpeljal brexit. Odvetniki v imenu Banksa so Verhofstadtu izdali pravno pismo in dejali, da zanikajo obtožbe.
Februarja 2019 je Verhofstadt dejal, da bodo voditelji Brexita, kot sta Boris Johnson in Jacob Rees-Mogg, doživeli podobno usodo kot voditelji francoske revolucije in "končali na giljotini". Maja 2019 je objavil zasebno šalo med njim in glavnim pogajalcem Združenega kraljestva Ollyjem Robbinsom, v kateri se je Robbins "pošalil, da bi po brexitu želel državljanstvo EU".
10. maja 2019 se je Verhofstaft pridružil podpornikom proti brexitu v Londonu. Dejal je, da moramo "nacionalizem in populizem čim hitreje ustaviti, saj bi drugače lahko pomenil konec fantastičnega projekta". 25. julija 2019 je zaobljubo britanskega premierja Borisa Johnsona, da bo 31. oktobra Združeno kraljestvo izstopil iz EU, označil za "neodgovorno", zaradi možnosti brexita brez dogovora.